# Meyersgrund
Meyersgrund ist eine zum Stadtteil Manebach der Stadt Ilmenau im Ilm-Kreis in Thüringen gehörende Siedlung.

## Lage
Meyersgrund liegt südlich von Manebach und nördlich von Stützerbach an der Bundesstraße 4. Der Meyersgrund ist ein Seitental der Ilm, an der Nordseite des Thüringer Waldes in Wald eingebettet. Die Ilm fließt von Stützerbach kommend durch den Meyersgrund nach Norden bis nach Manebach, wo sie durch den Manebacher Grund nach Ilmenau und weiter fließt. Die Bahnstrecke Plaue–Themar folgt dem Ilmtal durch den Meyersgrund, in dem sich bis 1920 ein Haltepunkt befand.

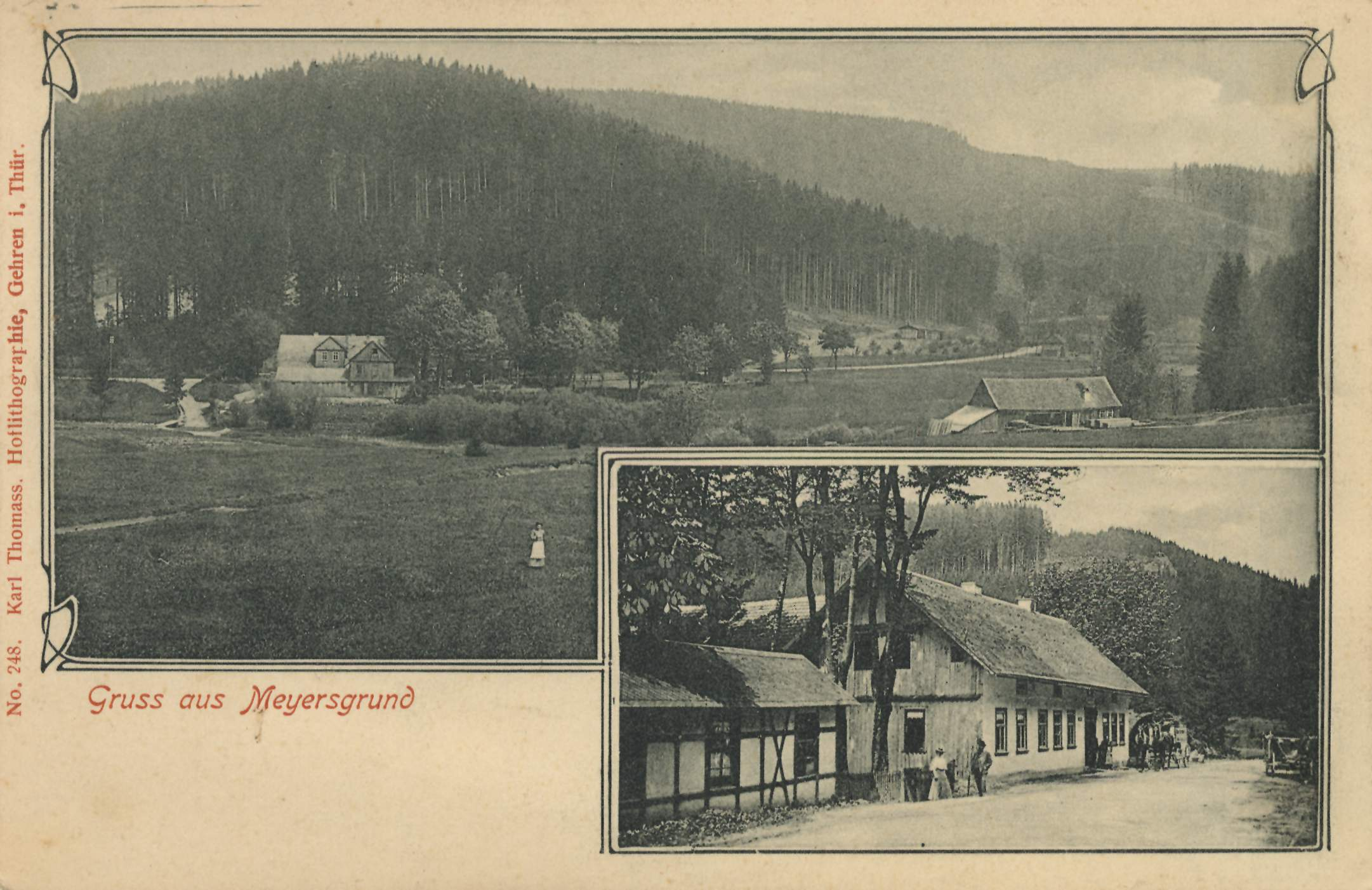
Meyersgrund um 1900

## Geschichte
Das Anwesen im Meyersgrund war eine ehemalige Schneidemühle, die noch einen Forellenhof und Touristenbetreuung betrieben hat. Heute ist der Meyersgrund als Wald-Campingplatz ganzjährig zugänglich.